# Ogljikov-dioksidni laser
Ogljikov-dioksidni laser (CO2 laser) je plinski laser, pri katerem je ojačevalno sredstvo mešanica plinov z ogljikovim dioksidom. Oddaja infrardečo svetlobo z valovno dolžino med 9 in 11 mikrometri, toda največkrat se uporablja sevanje z valovno dolžino 10,6 μm. Obstaja mnogo tipov CO2 laserjev, ki imajo zaradi razlik v izvedbah velik razpon izhodnih moči, izkoristki pa praviloma presegajo deset odstotkov. Uporabljajo se za rezanje, vrtanje, varjenje, označevanje, v kirurgiji ter za določevanje razdalj.

## Delovanje
Ojačevalno sredstvo v CO2 laserju je mešanica ogljikovega dioksida, dušika (N2) in helija (He), ki so jim pri različnih izvedbah dodani vodik (H2), vodna para (H2O) ali ksenon (Xe). Tlak plinske mešanice sega od enega torra (približno 100 Pa) pri laserjih nižjih moči do več sto atmosfer (10 MPa) pri močnejših.
Črpanje z enosmernim tokom, izmeničnim tokom s frekvenco okoli 50 Hz ali izmeničnim tokom v radijskofrekvenčnem območju vzbuja dušikove molekule v metastabilno vibracijsko stanje, na molekule ogljikovega dioksida pa se energija prenese s trki. Vzbujene molekule ogljikovega dioksida padejo v nižje vzbujeno stanje z oddajanjem fotonov, v osnovno stanje pa se vrnejo po trku s helijevimi atomi. Drugi plini v mešanici pomagajo oksidirati molekule ogljikovega oksida, ki nastanejo zaradi električnega toka skozi plin, nazaj v ogljikov dioksid.
CO2 laserji po navadi delujejo z valovno dolžino 10.6 μm, toda ker za lasersko delovanje izkoriščajo prehode med vibracijsko-rotacijskimi molekularnimi stanji, je ojačevanje svetlobe možno pri okoli 1500 frekvencah v razponu od 8.9 do 12.6 μm. Od teh frekvenc jih je okoli 80 uporabnih za doseganje večjih moči. Delovno valovno dolžino določa postavitev zrcal, uklonski element ali pa etalon, s katerim lahko izberemo posamezen energijski prehod.
CO2 laserji med kontinuiranim delovanjem dosegajo povprečne moči od nekaj milivatov do megavata, v sunkovnem načinu pa vršne moči nekaj deset gigavatov. Dolžine sunkov segajo od neprekinjenega delovanja do nekaj pikosekund v sistemih z optičnim preklapljanjem.

## Izvedbe
CO2 laserji imajo mnogo izvedb glede na želeno moč in druge zahteve:
- Laserji z zaprto cevjo imajo moč od nekaj do več sto vatov. So kompaktni in trpežni.
- Difuzijsko hlajeni laserji visokih moči dosegajo moč več kW. Odvajanje toplote je dovolj učinkovito, če je razdalja med elektrodama majhna v primerjavi z njuno širino.
- Laserji s hitrim aksialnim ali transverzalnim tokom plina. V tej izvedbi se plinska mešanica pretaka skozi lasersko cev in zunanji hladilni sistem, ki skrbi za aktivno hlajenje.
- TEA laserji (transverse excited atmosphere laser) delujejo pod večjim tlakom (nekaj 100 kPa), elektrode pa so nameščene prečno glede na lasersko cev. Delujejo v pulznem načinu s povprečno močjo več deset kilovatov.

## Uporaba
Prednost CO2 laserjev sta predvsem visok izkoristek (od 5 do 20%) in relativno nizka cena glede na moč laserja. Zaradi tega se jih pogosto uporablja v industriji za rezanje plastik, lesa in drugih materialov, ki močno absorbirajo infrardeče valovanje pri 10 μm. Zaradi visokih moči so uporabni za rezanje in varjenje jekla, aluminija in bakra. Laserje manjših moči se uporablja tudi za graviranje in označevanje izdelkov. 
Zaradi nizke absorpcije infrardečega valovanja v atmosferi so uporabni za mejenje razdalj z LIDARjem.
V medicini se uporabljajo za laserske operacije in za zdravljenje dermatoloških obolenj, izraelski raziskovalci pa poročajo o uspešnem razvoju CO2 laserja za zapiranje ran.

## Varnost
S CO2 laserji je potrebno ravnati skrbno, saj delujejo z visokimi močmi in za delovanje potrebujejo visoke napetosti.